# Dominik Odrobina
Dominik Odrobina (ur. w Krakowie) – polski okulista, doktor habilitowany nauk medycznych, profesor uczelni w Collegium Medicum Uniwersytetu Jana Kochanowskiego w Kielcach.

## Życiorys
Absolwent I Liceum Ogólnokształcącego im. Bartłomieja Nowodworskiego w Krakowie, gdzie uczęszczał w latach 1992–1996. Po maturze wybrał kierunek lekarski, który ukończył na Akademii Medycznej w Warszawie (1996–2002). Staż podyplomowy odbył w Wojewódzkim Szpitalu Chirurgii Urazowej św. Anny w Warszawie (2002–2003). Szkolenie specjalizacyjne z okulistyki rozpoczął w 2004 w III Szpitalu Miejskim im. dr. Karola Jonschera w Łodzi.
W 2007 roku uzyskał w łódzkim Instytucie „Centrum Zdrowia Matki Polki” stopień doktorski na podstawie rozprawy pt. Ocena wpływu czynników prognostycznych na wyniki leczenia powikłanego odwarstwienia siatkówki metodą retinotomii (promotorem pracy był prof. Jerzy Nawrocki). W 2009 zdał egzamin państwowy i uzyskał specjalizację z okulistyki i następnie przez dwa lata (2009–2011) pracował jako starszy asystent w Szpitalu Miejskim im. Jonschera w Łodzi. W tym samym czasie (2008–2011) pracował także jako asystent w łódzkiej klinice okulistycznej "Jasne Błonia", którą kieruje prof. J. Nawrocki (promotor doktoratu D. Odrobiny). W 2012 odbył szkolenie w klinice okulistycznej w duńskim szpitalu pod Kopenhagą. 
Od 2012 roku pracuje w Szpitalu Zakonu Bonifratrów św. Jana Bożego w Łodzi. W 2015 roku habilitował się w Centrum Zdrowia Matki Polki na podstawie oceny dorobku naukowego i cyklu publikacji pt. Nowe aspekty zmian zachodzących w mikrostrukturze siatkówki i naczyniówki po zabiegach okulistycznych w obrazie spektralnej optycznej koherentnej tomografii. W tym samym roku został zatrudniony w Collegium Medicum Uniwersytetu Jana Kochanowskiego w Kielcach. Początkowo na stanowisku adiunkta, z czasem awansował na pozycję profesora uczelni.
Swoje prace publikował w czasopismach krajowych i zagranicznych, m.in. w "Graefe's Archive for Clinical and Experimental Ophthalmology", "Retina", "BMC Ophthalmology" oraz "Acta Ophthalmologica". 
Jest członkiem Polskiego Towarzystwa Okulistycznego, European VitreoRetinal Society (EVRS) oraz European Society of Retina Specialists (EURETINA).